# Biurakn Hakhverdian
Biurakn Hakhverdian (Leiden, 4 oktober 1985) is een voormalig Nederlandse waterpolospeelster.
Biurakn Hakhverdian (Armeens; Բյուրակն Հախվերդյան} woonde van 2013 tot 2017 in Toronto, Canada. Haar ouders zijn vanuit Iran, waar ze tot de daar wonende Armeens Christelijke minderheid behoorden, naar Nederland gevlucht.
Hakhverdian begon haar waterpolocarrière in haar geboorteplaats Leiden bij ZVL. In 2005 verruilde zij ZVL voor Ethnikos Piraeus uit Athene, Griekenland. Zij kwam echter na drie maanden terug naar Nederland, door intern mismanagement. In Nederland tekende zij een contract bij Polar Bears. Met deze ploeg werd ze in de seizoenen 2006-2007, 2008-2009 en 2009-2010 Nederlands Kampioen. Ook veroverde ze in 2008-2009 de KNZB Beker. Na het missen van de Olympische Spelen van 2012 met de Nederlandse dames heeft ze nog weer één seizoen gespeeld voor ZVL. In 2017 verhuisde ze terug naar Nederland waarna ze haar oude passie weer oppakte. Ze speelt in het seizoen 2017-2018 weer in het eerste van ZVL
In 2000 kwam zij bij de selectie van het Nederlands junioren waterpoloteam. Twee jaar later werd zij aanvoerster van het juniorenteam. Vervolgens maakte zij haar debuut in het Nederlands waterpoloteam in 2004. Haar olympische debuut maakte ze in 2008 op de Olympische Spelen van Peking, waar het Nederlands team de titel voor zich opeiste. Na het wereldkampioenschap in Barcelona in 2013 beëindigde Hakhverdian haar waterpolo-carrière.

## Palmares

### Polar Bears
- Nederlands kampioenschap waterpolo Dames: 2007, 2009, 2010
- KNZB Beker: 2009

### ZVL-1886
- Nederlands Supercup Dames: 2012
- Super Cup: 2012

### Nederlands team
- 2002: 5e EJK (Portugal)
- 2003: 4e EJK Emmen (Nederland)
- 2004:  EJK Bari (Italië)
- 2004: 7e WJK Calgary (Canada)
- 2005: 5e WJK Perth (Australië)
- 2005: 10e WK Montréal (Canada)
- 2006: 5e World League Cosenza (Italië)
- 2006: 6e EK Belgrado (Servië)
- 2007: 9e WK Melbourne (Australië)
- 2008: 5e EK Málaga (Spanje)
- 2008:  Olympische Spelen van Peking
- 2009: 5e WK 2009 (Italië)
- 2010:  EK Zagreb (Kroatië)
- 2011: 7e WK Shanghai (China)
- 2012: 6e EK Eindhoven (Nederland)

Iefke van Belkum · 
Gillian van den Berg · 
Daniëlle de Bruijn · 
Mieke Cabout · 
Rianne Guichelaar · 
Biurakn Hakhverdian · 
Marieke van den Ham · 
Noeki Klein · 
Simone Koot · 
Ilse van der Meijden · 
Meike de Nooy · 
Alette Sijbring · 
Yasemin Smit · 
Robin van Galen (bondscoach) · 
Arno Havenga (teammanager)